# Ángeles gordos
Ángeles gordos (en inglés, Fat angels ) es una película española del género de comedia dirigida por Manuel Summers y estrenada en 1982, con guion escrito por él mismo con Chumy Chúmez, León Ichaso y Joe Gonzales. 
Aprovechando el éxito de algunas de sus películas en los circuitos grindhouse neoyorquinos, Summers rodó esta película en Nueva York con actores estadounidenses, una comedia sentimental con tono ácido. El eslogan promocional de la película era ¡El amor más gordo jamás filmado!.  
En cierto modo es una de las cintas pioneras en contar con protagonistas gordos y abordar la gordofobia desde un enfoque de comedia agridulce.  

## Sinopsis
Frank es un chico joven y gordo que se gana la vida como pianista en una sala de espectáculos de Nueva York. Un día se decide a contestar a un anuncio en un diario de contactos sentimentales, en el que una chica llamada Mary, que vive en Florida y con gustos afines a los suyos, busca pareja. Entonces entre ambos se inicia una relación epistolar que devuelve la ilusión a Frank. El problema vendrá cuando se pidan intercambiar fotos y la falta de autoestima desembocará en una doble mentira.

## Reparto principal
- Farnham Scott - Mike
- January Stevens - Mary
- Jack Aaron - Frank
- Amy Steel - Alison
- Robert Reynolds - Jackie

## Curiosidades
En los inicios de la década de los ochenta, algunos destacados directores españoles, se aventuraron en lo que se denomina "la aventura americana". José Luis Borau, con Río abajo (1984), Bigas Luna, con Renacer (1981), o Fernando Colomo con La línea del cielo (1983) enfrentaron innumerables dificultades y sus estrenos pasaron prácticamente desapercibidos tanto para el público como para la crítica. En contraste, Manuel Summers obtuvo cierto reconocimiento de los críticos con su película Ángeles gordos (1981),aunque esta no logró captar el interés del público general. Eso le llevó a volver al cine taquillero con la que sería su siguiente película To er mundo...e güeno.

## Premios
37ª edición de las Medallas del Círculo de Escritores Cinematográficos: Manuel Summers ganador como Mejor Director.
Además, fue premiada en la VII Semana de Cine de Melilla.